# شینگو کاواگوچی
شینگو کاواگوچی (انگلیسی: Shingo Kawaguchi؛ زادهٔ ۴ فوریهٔ ۱۹۷۸) بازیگر اهل ژاپن است. وی از سال ۱۹۹۹ میلادی تاکنون مشغول فعالیت بوده‌است.